# Anochetus maynei
Anochetus maynei é uma espécie de formiga do gênero Anochetus, pertencente à subfamília Ponerinae.